# Birgit Borris
Birgit Borris (* 26. Juli 1967) ist eine deutsche Juristin. Sie ist seit dem 24. Juni 2016 Richterin am Bundesgerichtshof.

## Leben und Wirken
Borris trat nach Abschluss ihrer juristischen Ausbildung 1996 in den Justizdienst des Landes Sachsen ein. Sie war zunächst beim Amts- und Landgericht Zwickau tätig, bevor sie von 1997 bis 1999 an das Oberlandesgericht Dresden abgeordnet wurde. 1999 erfolgte ihre Ernennung zur Staatsanwältin bei der Staatsanwaltschaft Zwickau. 2002 wurde sie zur Richterin am Landgericht in Zwickau ernannt, 2005 zur Vorsitzenden Richterin am Landgericht Zwickau.